# Левино (Тотемский район)
Левино — упразднённая в 2023 году деревня в Тотемском районе Вологодской области России.
Входила на момент упразднения в состав Толшменского сельского поселения, с точки зрения административно-территориального деления — в Никольский сельсовет.

## География
Урочище находилось на реке Юрманга.

Расстояние по автодороге до районного центра Тотьмы — 96 км, до центра муниципального образования села Никольское — 8 км.
Ближайшие населённые пункты — Камешкурье, Сафониха, Френиха.

## Население
По данным переписи в 2002 году постоянного населения не было. Упразднена 16 октября 2023 года Постановлением Правительства Вологодской области от 16.10.2023 № 1165